# Парламентські вибори у Великій Британії 1997
Парламентські вибори у Великій Британії 1997 (англ. United Kingdom general election of 1997) — демократичні вибори, які пройшли 1 травня 1997 року. Правлячі консерватори на чолі з Джоном Мейджором зазнали повної поразки і опинилися в опозиції, а лейбористи на чолі з Тоні Блером, який став прем'єр-міністром, вперше за 18 років прийшли до влади. Розрив між консерваторами і лейбористами склав 253 мандата (418 у лейбористів проти 165 у консерваторів).
На сьогоднішній день вибори 1997 року є найуспішнішими для Лейбористської партії.

## Передвиборча кампанія
- Консервативна партія вела малоактивних кампанію. Було очевидно, що популярність консерваторів дуже невисока. Тривале економічне зростання при Маргарет Тетчер змінилось на рецесією, яка почалася при Мейджорі, і була посилена наслідками «чорної середи» незабаром після парламентських виборів 1992 року. Рейтинг консерваторів після «чорної середи» впав за місяць з 43% до 2%, в той час як рейтинг лейбористів за той же період зріс з 40,5% до 51%. До того ж, деякі члени партії під час передвиборчої кампанії публічно заявили про свою незгоду із проведеною урядом політикою (зокрема, в питанні про ставлення до єдиної європейської валюти), що ще більше посилило положення консерваторів.
- Лейбористська партія під керівництвом Тоні Блера вела передвиборчу кампанію, використовуючи нові центральні положення програми лейбористів («новий лейборизм»). Так, лейбористи відмовилися від великомасштабної націоналізації, а також погодилися з тим, що приватна ініціатива є найкращим засобом для досягнення економічного зростання. Також лейбористи вміло використовували розбіжності і труднощі, що виникли у консерваторів, в своїх інтересах.

## Результати виборів
|  | Партія                                      | Лідер        | Проголосували | %    | Місць |
|  | ------------------------------------------- | ------------ | ------------- | ---- | ----- |
|  | Лейбористська партія                        | Тоні Блер    | 13 518 167    | 43,2 | 418   |
|  | Консервативна партія                        | Джон Мейджор | 9 600 943     | 30,7 | 165   |
|  | Ліберальні демократи                        | Педді Ешдаун | 5 242 947     | 16,8 | 46    |
|  | Шотландська національна партія              |              | 621 550       | 2,0  | 6     |
|  | Партія Уельсу                               |              | 161 030       | 0,5  | 4     |
|  | Шинн Фейн                                   | Джеррі Адамс | 126 921       | 0,4  | 4     |
|  | Юніоністська партія Ольстера                |              | 258 349       | 0,8  | 10    |
|  | Соціал-демократична та лейбористська партія |              | 190 814       | 0,6  | 3     |
|  | Юніоністська партія Сполученого Королівства |              | 12 817        | 0,1  | 1     |
|  | Британська національна партія               |              | 35 832        | 0,1  | 0     |
|  | Партія незалежності Сполученого Королівства |              | 105 722       | 0,3  | 0     |
|  | Демократична юніоністська партія            | Іан Пейслі   | 107 348       | 0,3  | 2     |
|  | Партія референдуму                          |              | 811 849       | 2,6  | 0     |
|  | Незалежні                                   |              | 64 482        | 0,1  | 1     |